# Baumstown
Baumstown est une census-designated place située dans le comté de Berks, dans le Commonwealth de Pennsylvanie, aux États-Unis. Sa population s’élevait à 422 habitants lors du recensement de 2010.

## Source
- (en) Cet article est partiellement ou en totalité issu de l’article de Wikipédia en anglais intitulé « Baumstown, Pennsylvania » (voir la liste des auteurs).

1. ↑  (en) « Baumstown, Berks, Pennsylvania detailed profile » [« Données sur Baumstown, comté de Berks, Pennsylvanie »] (consulté le 28 décembre 2020).